# 階上町立大蛇小学校
階上町立大蛇小学校（はしかみちょうりつ おおじゃしょうがっこう）は、青森県三戸郡階上町大字道仏にあった公立小学校。児童数は36人（2020年度の閉校時点）。

## 概要
階上町東部の広範囲を学区とする。

## 沿革
- 1902年（明治35年）4月9日 - 道仏字大蛇35番地の下長根仁太郎宅を借用して、大蛇尋常小学校として創立。
- 1906年（明治39年）7月 - 道仏字大蛇217番地（現在地）に、校舎新築移転する。
- 1908年（明治41年）10月 - 校舎増築。
- 1912年（大正元年）9月 - 校舎増築。
- 1917年（大正6年）6月 - 校舎増築。
- 1924年（大正13年） - 大蛇青年学校開設。
- 1938年（昭和13年）4月 - 校舎新築移転。
- 1941年（昭和16年）4月1日 - 国民学校令により、大蛇国民学校と改称。
- 1945年（昭和20年）7月 - 空襲の為、校舎の一部が損壊する被害が出た。
- 1947年（昭和22年）4月1日 - 学制改革により、階上村立大蛇小学校と改称。
- 1948年（昭和23年）2月19日 - 失火により、校舎全焼。大蛇部会・追越部会・荒谷加工場で、分散授業を実施。
- 1949年（昭和24年）
  - 3月27日 - 卒業式挙行。ただし、前年の校舎焼失の影響で、大蛇市場で式を挙行した。
  - 12月6日 - 新校舎落成し、移転。
  - 12月10日 - 新校舎落成式挙行。
- 1959年（昭和34年）12月 - 校章制定。「よい子の歌」作成。
- 1960年（昭和35年）5月24日 - チリ地震による津波の為、臨時休校する。
- 1964年（昭和39年）5月23日 - ミルク給食用かまど完成。
- 1968年（昭和43年）5月16日 - 9時48分に発生した十勝沖地震により、校舎に若干の被害が出た。
- 1969年（昭和44年）7月30日 - 校舎増築工事着工。
- 1979年（昭和45年）
  - 3月31日 - 鉄筋コンクリート2階建校舎完成。
  - 4月13日 - 新校舎落成式挙行。同日、校旗樹立。校歌制定。また、PTAより、施設備品の寄贈を受ける。
  - 5月20日 - PTAにより、校庭整備と植樹する。
- 1971年（昭和46年）6月7日 - 教職員・児童合作の池づくりが完成。
- 1980年（昭和55年）5月1日 - 階上村の町制施行により、階上町立大蛇小学校と改称。
- 1985年（昭和60年）3月8日 - 校舎増築・体育館新築を、町に陳情する。
- 1981年（昭和61年）9月30日 - 特別教室・体育館起工式を行う。
- 1987年（昭和62年）3月12日 - 創立85周年記念を兼ね、特別教室・体育館落成記念式典挙行する。
- 1988年（昭和63年）4月1日 - 特殊学級（精薄）新設。
- 2020年（令和2年）11月28日 - 閉校式挙行[1]。
- 2021年（令和3年）3月31日 - 道仏小学校に統合され閉校[2][3][4]。

## 学区
- 道仏字横沢山の一部・字犬石・字荒谷・字榊平の一部・字笹畑・字松森・字大蛇・字程熊・字二ノ久保・字浜久保

## 周辺
- JR八戸線大蛇駅

## アクセス
- JR八戸線大蛇駅から、すぐそば。

## 参考資料
- 『階上町史 通史編Ⅱ』（階上町・2001年2月28日発行）「第三編 教育・第一章 学校教育・第二節 町内小・中学校教育 （七）大蛇小学校」228頁～239頁「◯沿革の概要」